# LP Domino
LP Domino Bratislava là một câu lạc bộ bóng đá Slovakia, đến từ thị trấn Ružinov. Câu lạc bộ được thành lập năm 2001.

## Lịch sử
LP Domino tên cũ SDM (Cộng đồng trẻ em và thanh thiếu niên Domino) là một hiệp hội công dân, thông qua các hoạt động khác nhau, đặc biệt là thể thao và tạo điều kiện cho sự phát triển của trẻ em và thanh thiếu niên. Trong hơn 10 năm là một phần thiết yếu trong công việc, đội bóng đã trở thành một câu lạc bộ bóng đá trẻ, điều hành khoảng 280 chàng trai trong 10 thanh niên và hai đội bóng cao cấp. LP Domino là một phần của Trung tâm Thanh niên Salesian, hoạt động tại giáo xứ Công giáo La Mã Saint John Bosco ở Bratislava - Trnávka (Ružinov). Hiện tại câu lạc bộ thi đấu ở 3. liga (III. level). Mùa giải trước, LP Domino về đích thứ 3 (Majstrovstvá regiónu), nhưng nhà vô địch ŠFK Prenaks Jablonec và á quân ŠK Plavecký Štvrtok từ chối thăng hạng và điều đó giúp LP Domino thăng hạng.